# Bataille de La Favorite
Pour les articles homonymes, voir Favorite.
Première Coalition
Batailles
La bataille de La Favorite a eu lieu le 16 janvier 1797 à proximité de La Favorite (it) dans le nord de l'Italie, entre l'armée française et l'armée autrichienne.
Bonaparte bat la dernière colonne de renfort destinée à délivrer Mantoue qu’il assiège depuis plusieurs mois. Cette victoire provoque, le 17 janvier, la reddition de la place.

## Troupes françaises
- 29e demi-brigade de deuxième formation